# Ottilia Zimmermann
Ottilia Vladimirovna Zimmermann (1863-1920) est une pédagogue russe qui, selon certains spécialistes, aurait servi de modèle (Olga) à Tchékhov pour sa pièce Les Trois Sœurs, conjointement avec ses sœurs Margarita et Evelina. Le médecin Tchékhov s'est arrêté à Perm en chemin vers l'île de Sakhaline et aurait rendu visite à cette famille. Il explique plus tard à Gorki que l'action de sa pièce se passe dans une ville provinciale, dans le genre de Perm, qui lui a laissé une forte impression
Ottilia Zimmermann fut la fondatrice, avec ses sœurs, du premier lycée privé de la ville de Perm.

## Biographie
Ottilia Zimmermann est la fille aînée d'un conseiller d'État, Vladimir Ivanovitch Zimmermann, luthérien d'origine allemande, premier médecin de la clinique Alexandrovskaïa de la ville. Elle fit ses études au lycée Marie, et en 1886 fonda une école privée qui ouvrit le 22 septembre de cette année et fut fermée par les autorités bolchéviques en 1919. Elle devint directrice de l'école en 1887, tout en enseignant l'allemand, sa langue maternelle, et le français, qu'elle parlait à la perfection. L'école devint un prolycée privé de garçons en 1903 suivant les programmes de l'État, et en 1907 reçut le statut définitif de lycée privé de garçons, avec programme d'État. Parmi les anciens élèves, on peut citer des personnalités locales, comme le professeur oto-rhino-laryngologiste S.I. Choumski, le professeur de psychiatrie G.Y. Goldschmidt, son neveu le professeur de physiothérapie Alexandre Künzel (1898-1984) ou encore Nikolaï Serebrennikov (1900-1966), fondateur du musée d'art antique de la ville
Selon le souvenir de ses anciens élèves, Ottilia Zimmermann, directrice de l'école, blonde aux yeux très clairs, était « de caractère réservé, aux manières simples et à l'âme un tant soit peu sentimentale. Elle était de haute taille et sans aucun doute d'une grande beauté. Les traits de son visage étaient bien prononcés et elle avait une forte volonté. Elle se distinguait par ses vêtements simples, sobres et de bon ton, presque sévères. Elle parlait parfaitement le français qu'elle enseignait à l'école. »
Ottilia Zimmermann est arrêtée en 1920 par la tchéka locale, sans motif. La raison de son arrestation est inconnue. Elle meurt en septembre de la même année à l'infirmerie de la prison et est enterrée dans la fosse commune des prisonniers, au cimetière de l'Egochikha à Perm.
Une stèle de granite noir a été élevée le 25 octobre 2006 dans le carré luthérien du cimetière en hommage aux trois sœurs Zimmermann, rappelant qu'elles inspirèrent Tchékhov pour sa pièce. Elles avaient les mêmes initiales que les héroïnes de la pièce; une seule des trois sœurs s'est mariée; elles avaient un frère qu'elle chérissaient et un neveu qui se tira une balle dans la tête à cause d'un amour déçu; et surtout elles vivaient dans une ambiance de simplicité cultivée et dans la foi envers l'éducation. Une seule des trois sœurs se rendit vraiment à Moscou, ce fut Evelina.
L'ancien lycée Zimmermann existe toujours. C'est aujourd'hui l'institut médico-pharmacologique de la ville.